# Laura Kalmari
Laura Österberg-Kalmari (Kirkkonummi, 27 de mayo de 1979) es una exfutbolista finlandesa que jugaba como delantera.
En 1996, a los 17 años, desbutó con la selección finlandesa. Tras pasar por el Puistolan UL y el Malmin PS, en 1998 Kalmari fichó por el HJK Helsinki. Posteriormente alternó el HJK y períodos en Estados Unidos, primero en la liga universitaria (con el Portland Pilots) y después en la W-League (con el Boston Renegades). En 2002 debutó en la Copa de Europa con el HJK.
En 2003 fichó por el Umeå IK sueco, con el que ganó dos Copas de Europa. En 2005 pasó al Djurgårdens IF, y en 2007 al AIK Solna. Durante este etapa, jugó con la selección finlandesa las Eurocopas 2005 y 2009; en ambas marcó dos goles. 
Tras seis años en Suecia, en 2010 fichó por el Sky Blue FC de la WPS americana. Tras dos temporadas, anunció su retirada en abril de 2012.
Kalmari supo ser la máxima goleadora de la selección finlandesa, con 41 goles en 130 partidos, hasta que en octubre de 2019, Linda Sällström superó su récord.

## Carrera
- Puistolan UL (95)
- Malmin PS (96-97)
- HJK Helsinki (98-02)
- Portland Pilots (00)
- Boston Renegades (02)
- Umeå IK (03-04)
- Djurgårdens IF (05-06)
- AIK Solna (08-09)
- Sky Blue (10-11)